# Karedok

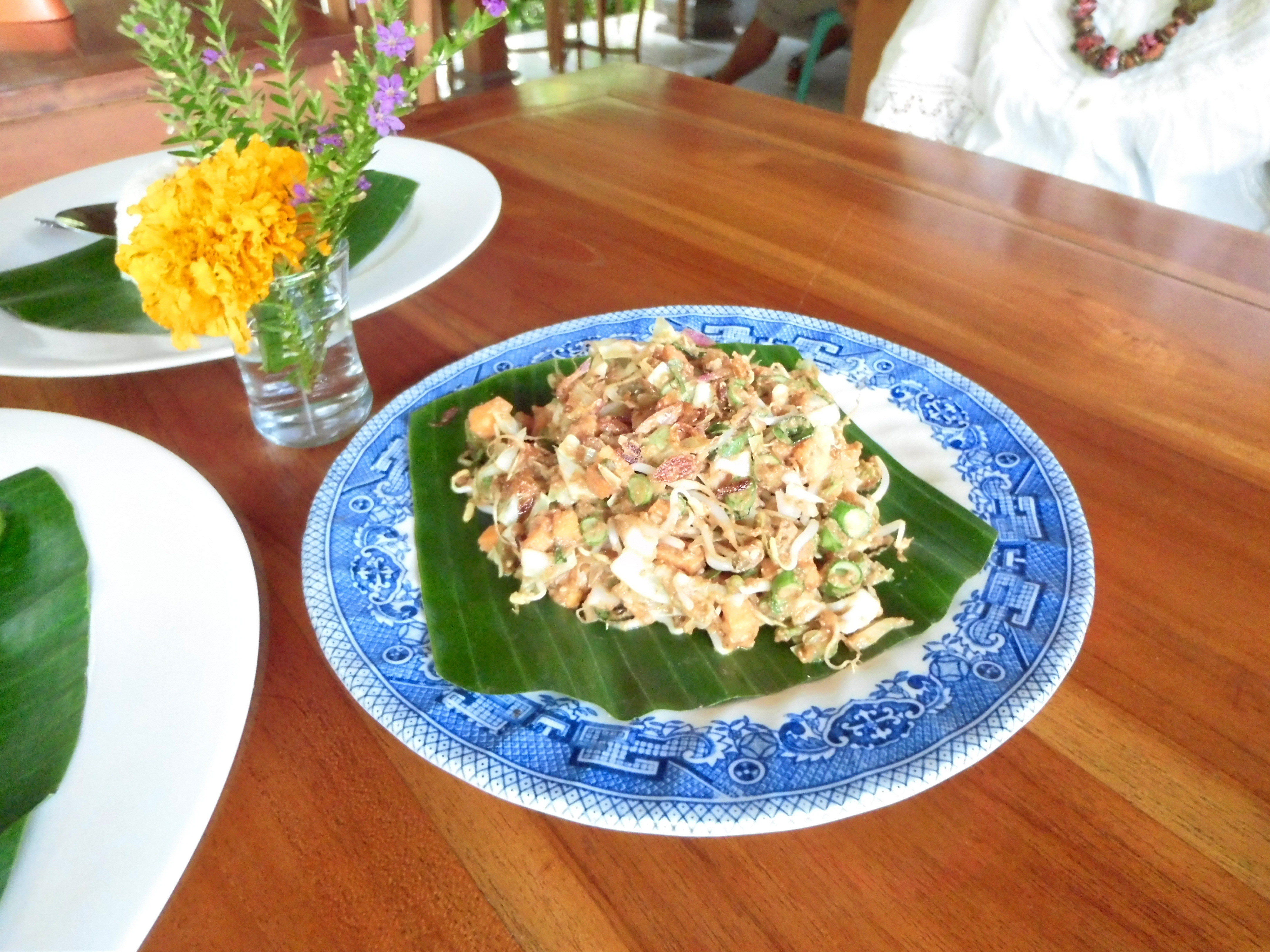
Karedok

Karedok ist ein westjavanischer Salat mit Erdnusssoße. Der Salat besteht aus Gurken, Bohnensprossen, Bohnen, Zitronen-Basilikum und Thai-Auberginen.

## Herkunft
Karedok ist ein berühmtes Gericht aus West-Java, Indonesien. Der Name „Karedok“ kommt von dem Dorf Karedok in Sumedang. Das Gericht enthält viele Mineralien, Vitamine, Antioxidantien und Ballaststoffe.
Es gibt drei verschiedene Arten von Karedok:
- Karedok Leunca
- Karedok Terong
- Karedok Kacang Panjang

## Zubereitung
In dem Gericht sind Gurken, Bohnensprossen, Kohl, Schlangenbohnen, Zitronen-Basilikum, Früchte des Schwarzen Nachtschattens und Thai-Auberginen enthalten. Das Gemüse wird zuerst geschnitten und danach in einer Schüssel gemischt. Für die Erdnusssoße werden Erdnüsse zusammen mit Schalotten, Knoblauch, Gewürzlilie und Braunem Zucker fein gerieben und mit ein wenig heißem Wasser vermischt. Zum Schluss wird die Soße zu dem geschnittenen Gemüse in die Schüssel getan. Wahlweise kann das Gericht mit Reis gegessen werden.